# Psychosomatické potíže dětského věku
Psychosomatické potíže dětského věku v České republice postihují 10 % dětí, které jsou pacienty pediatrických ambulancí. Psychosomatické potíže postihují ve stejné míře chlapce i dívky. Jde o velmi variabilní skupinu, míra psychické zátěže, která přispěla k jejich rozvoji, může být různá. Pro rodiče může být představa o podílu psychosociálních či emočních vlivů na rozvoj choroby jejich dítěte těžko přijatelná. Mohou si myslet, že jsou považováni za viníky, mohou se cítit osočeni, že svému dítěti nedokázali zajistit potřebné zázemí a selhali v rodičovské roli. Tělesné potíže chápou jako jednoznačný projev somatického onemocnění, které je třeba léčit, zatímco vymezení této poruchy jako psychosomatické je pro ně nepochopitelné. Podle nich dítě žádné psychické potíže nemá. Z tohoto důvodu je někdy obtížná i akceptace takto zaměřené léčby.
Termín psychosomatika propojuje dva světy, svět klasické biologické medicíny a svět psychoterapie. Uvádí se, že až čtyřicet procent pacientů přicházejících do českých ambulancí má obtíže, jejichž příčina není zjištěna – jsou u nich zřejmé psychosociální souvislosti, jejich potíže jsou reálné, ale klasické léčebné postupy u nich nezabírají dostatečně a ani nejmodernější lékařské přístroje neodhalí příčinu jejich zdravotních problémů. Tito pacienti takzvaně somatizují, například složitá či neřešená životní situace, ve které se dlouhodobě nacházejí, se promítne na tělesné úrovni, ve formě nějakého zdravotního problému či nemoci. Přesto většinou jde o vleklé zdravotní problémy typu chronické bolesti, migrény, různé vyrážky, alergie, poruchy trávicího ústrojí, kloubní potíže, poruchy dýchání včetně astmatu a podobně. Psychosomatické příčiny způsobují i častou únavu či sníženou imunitu, potíže se mohou týkat kteréhokoliv orgánu.

## Stručné uvedení jednotlivých psychosomatických onemocnění

### Onemocnění dýchacích cest
Podle Jiřího Kučírka je dýchání prostředek vyjádření: negativní emoce snižují hloubku dýchání, kdežto pozitivní emoce hloubku dýchání zvyšují. Děti, které mají úzkostné tendence, mají více nepravidelné, mělké a zrychlené dýchání.
- Asthma bronchiale: Astmatický záchvat lze brát jako prostředek k ventilaci potlačovaných emocí, a to především pláče. Často bývá doprovázen rychlým vzlykáním, což znamená, že dítě má pocit ztráty bezpečí a zakotvení. Uvádí se, že astma může mít souvislost s nemocemi kůže, především co se týče různých infekcí a alergenů. Souvislost mezi astmatem a nemocemi kůže může poukazovat na problematický vztah s matkou. Dítě k ní má ambivalentní postoj, na jedné straně touží po její blízkosti a něžnosti, na druhé straně má strach z její osoby. U dítěte se projevuje porušenost neschopnost dávat a brát či identifikovat se s jinými osobami.[6]
- Škytavka, kašel: Zvýšený výskyt škytavky lze vidět u dětí, jejichž rodiče jim poskytují na jedné straně velkou velkorysost, na druhé straně přehnanou přísnost. Tito rodiče nejsou schopni dítěti věnovat opravdovou lásku. Zhoršení stavu se objevuje obvykle v momentech nejistoty. Je to nevědomá snaha osvobodit dýchací cesty od všech mechanických překážek, ale také snaha o odblokování vnitřních bloků. Kašel může být ekvivalentem mnoha emocí, např. vzteku, afektu či dlouhodobého vnitřního napětí. Výrazné vykašlávání může také značit znechucení či otevřené nepřátelství.[6]

### Srdeční a oběhové nemoci
- Srdeční neuróza: Srdeční neuróza je jeden z nejběžnějších projevů, kterým pacient ospravedlňuje svůj skrytý strach. Je charakteristická pro mnohočetnost příznaků, kdy pacient u sebe může pozorovat bušení srdce, závrať, návaly pocení, nicméně celková psychická i fyzická slabost souvisí se strukturou osobnosti. Časté jsou také poruchy spánku, či častější pesimismus. Náchylnost k srdeční neuróze souvisí s ranou fází individuálního vývoje dítěte, kdy pocit odloučení od blízkého člověku, a to především matky, vyvolá pocit maximálního ohrožení. Odtud také pramení strach z odloučení a strach z osamělosti. Podnět, který často spustí nemoc, je situace, kdy reálně hrozí odloučení od osoby, na které je neurotik citově závislý.[7]
- Koronární onemocnění: Kardiovaskulární onemocnění nejsou jen doménou starších lidí. V kombinaci s různými rizikovými faktory, jako např. cukrovka, obezita, zvýšená hladina cholesterolu, abúzus alkoholu kouření, může zasáhnout i velmi mladé lidi. Nelze říci, že infarktem jsou ohroženy osoby jen labilní, může se to stát i naprosto vyrovnanému člověku. U těchto osob můžeme vidět pár osobnostních rysů, které s onemocněním úzce souvisí: orientace na úspěch ve škole či profesi, na jedné straně velice přátelští s tendencí úzkostnosti. Touha po výkonu je určitý druh kompenzace některých neurotických poruch. Velké nebezpečí nastává v případě selhání v interpersonálních vztazích, kde bývá častým následkem ztráta sebevědomí. Dochází také k popření prožívaných problémů a přecházení obtíží, které tyto problémy ještě prohloubí.[7]

### Onemocnění trávicího traktu
Nejčastější příčinou těchto problémů bývá pocit nebezpečí a nezajištěnosti. Souvisí také s velkou odpovědností za své kroky. V dnešní společnosti jsou kladeny mnohem větší nároky jak na děti, tak i na dospělé. Peníze suplují potravu, smíření se je vyjádřeno ztrátou chuti k jídlu, extrémní chuť k jídlu se kompenzuje se zvládáním příliš náročných úkolů a zvracení je spojeno s pocity viny a vzdorovitosti. 
Uvádí se také, že symptomy související s trávicí soustavou, mohou být výrazem různých emocionálních motivů. Při snaze se něčeho rychle zbavit se u člověka projeví průjem, u neschopnosti něco ze sebe stále vydávat zácpa. U zácpy se často jedná o osoby spíše úzkostné, depresivní, manifestně vyvážené, s omezenými sociálními kontakty. V případě neschopnosti zpracovat nějakou emoci se objevují bolesti, zánět tenkého a tlustého střeva. Dále se také uvádí, že v případě velkého znechucení může docházet k zhubnutí, nechutenství či zvracení. Je to konflikt dvou opačných polarit, kdy na jedné straně je člověk suverénní bytost, na straně druhé touží po lásce a pomoci.

### Kožní onemocnění
Lidská kůže tvoří pomyslnou hranici každého individua, souvisí s pocitem bezpečí a naší integritou. Nedobrovolný průnik za hranice naší intimity může mít celoživotní psychické následky (znásilnění, násilí apod.). Kůže je jeden z nejdůležitějších orgánů, který vyjadřuje naše emoce. Nejcitlivější částí je naše tvář, která je odkrytá a nezahalená. Důležitost kůže demonstrují také různá lidová rčení např. husí kůže, mráz na zádech, mít hroší kůži. Jsou spjatá s odpovídajícím emočním projevem a reakcí na danou situaci. Naše kůže, zejména výrazy tváře, nás zradí, i když se snažíme všemožně zakrývat své emoce. Kůže také reaguje na stav vnitřních orgánů.
- Endogenní ekzém: Ekzém u kojenců je chápán jako výraz narušeného vztahu dítěte a jeho matky. Projevuje se především u dětí, kterých se matky nerady dotýkají a odepírají jim nutný a potřebný kontakt.  Za tímto odpíráním může být např. fakt, že dítě nechtěly, nepřátelství vůči dítěti či strach a vymlouvání se na křehkost dítěte. Dítě, které má potřebnou blízkost své matky, je klidnější a rychleji a lépe se vyvíjí. Dodává mu pocit jistoty a bezpečí. V dospívání mohou být podnětem k ekzému problematické a konfliktní vztahy s rodiči, vrstevníky či nevyspělé partnerské vztahy. Při napjatém vztahu je často zasažen ekzémem hrudní koš, či kyčle, ramena.[10]
- Svědění v anogenitální oblasti: Škrábání je spjaté se slastí, ale také s pocity viny, a proto je to bludný kruh. Intenzivní škrábání lze považovat také za náhradu masturbace. Dalším problémem je také běžné svědění, které se projevuje u jedinců, kteří se nacházejí v konfliktních, náročných situacích, především v momentech rozrušení.[10]

### Bolesti hlavy
Bolest hlavy je brána jako překážka v myšlení, mnohdy se tak jedná o zabraňování myšlení či intelektuální negativismus. U běžné bolesti hlavy, kam řadíme např. migrény, jde významně často o osoby s nadprůměrnou inteligencí. Krátkodobé bolesti hlavy mohou zastupovat nepřátelství, ale také dlouhodobé přetěžování a hněv. V případě udělání chybného rozhodnutí rozlišujeme mezi vědomými chybnými kroky, které mohou vést k depresi z vyčerpání a těmi, které jsou vytěsněny do nevědomí s následně vznikajícími komplexy.

### Gynekologická onemocnění
Oblast sexuality se dosud velmi tabuizovala, především co se týče přijetí ženské role. Například problémem, který přetrvává, je bolestivá menstruace, která ukazuje, že bolestivost může být spojena s vnitřním napětím, a to především u dívek pod vlivem afektivní zátěže (např. strach ze sexuálního styku, obava z gravidity nebo pohlavně přenosných nemocí). Vnitřní napětí často pramení z negativistického postoje matky k menstruaci, což se může přenášet na dceru. Problémová matka zápasící s přijetím ženské role prožívá menstruaci jako něco ponižujícího, nechtěného. Tyto negativní postoje se přenáší i na dceru, která následně prožívá rovněž bolestivou menstruaci.

## Psychosomatická cesta k uzdravení
Takzvaný psychosomatický přístup k léčbě zkrátka není do českého zdravotnictví pevně integrován. Často ho provozují jak lékaři, ale i  psychologové, kteří pracují společně. Takovou dvojici lékař–psycholog tvoří průkopníci psychosomatického přístupu v rodinné terapii MUDr. Vladislav Chvála a PhDr. Ludmila Chválová Trapková. Oba odborníci mají za sebou mnohaletou praxi: MUDr. Vladislav Chvála je původně lékař-gynekolog, PhDr. Ludmila Chválová Trapková je psycholožka a společně se snaží na léčbu nahlížet z různých úhlů pohledu. Psychosomaticky uvažující kruh odborníků zajímá především to, jaký vliv má na lidské zdraví život rodiny a dění, jež se v rodinném kruhu odehrává. K vyléčení zdravotních obtíží totiž podle jejich letitých zkušeností nezřídka vede cesta přes úpravu rodinných vztahů – a symptomy, které po dlouhou dobu odolávaly jakékoli léčbě, pak mizí.